# Jürgen Reske
Jürgen Reske (* 24. Dezember 1956 in Stotternheim) ist ein ehemaliger deutscher Fußballspieler, der 1977 für den FC Rot-Weiß Erfurt in der DDR-Oberliga, der höchsten Spielklasse im DDR-Fußball, aktiv war. Reske ist mehrfacher DDR-Juniorennationalspieler.

## Sportliche Laufbahn
Im Herbst 1974 wurde Jürgen Reske als Spieler der Juniorenmannschaft des FC Rot-Weiß Erfurt in den Kader der DDR-Juniorennationalmannschaft berufen. Vom Oktober 1974 bis zum Mai 1975 bestritt er 14 Juniorenländerspiele, in denen er als Mittelfeldspieler aufgeboten wurde und einmal als Torschütze erfolgreich war.
In der Saison 1974/75 absolvierte Reske seine ersten Spiele im Männerbereich des FC Rot-Weiß Erfurt (RWE). In der 2. Mannschaft, die in der zweitklassigen DDR-Liga vertreten war, kam er in drei Punktspielen zum Einsatz und kam zu einem Torerfolg. Da RWE II am Saisonende abstieg, spielte Reske 1975/76 nur in der drittklassigen Bezirksliga, wurde aber mit ihr Bezirksmeister. Zur Spielzeit 1976/77 wurde die 2. Mannschaft zur Nachwuchsmannschaft, die in die neu eingeführte Nachwuchsoberliga eingegliedert wurde. Reske bestritt in dieser Saison die meisten Spiele in der Nachwuchsoberliga, kam aber auch zu seinen ersten Einsätzen in der DDR-Oberliga. Sein erstes Oberligaspiel bestritt er am 19. März 1977 als Abwehrspieler in der Begegnung des 19. Spieltages RWE – Sachsenring Zwickau (0:0). Bis zum Saisonende wurde er in vier weiteren Oberligaspielen eingesetzt. 1977/78 wurde er zwar für die 1. Mannschaft nominiert, bestritt aber erneut nur fünf Oberligaspiele, in denen er sowohl in der Abwehr als auch im Mittelfeld aufgeboten wurde. In der übrigen Zeit spielte Reske weiter in der Nachwuchsoberliga. Für die Spielzeit 1978/79 wurde er wieder aus dem Oberliga-Aufgebot gestrichen und offiziell für die Nachwuchsoberliga nominiert. Nachdem es in dieser Saison tatsächlich zu keinem Oberligaeinsatz mehr gekommen war, wurde Reske im Sommer 1979 beim FC Rot-Weiß entlassen.
Reske schloss sich zur Saison 1979/80 dem DDR-Ligisten Motor Rudisleben an. Dort spielte er sich sofort in die Stammelf hinein, bestritt 21 der 22 Liga-Punktspiele und schoss zwei Tore. Nach acht Ligaeinsätzen in der Saison 1980/81 musste er im November 1980 einen 18-monatigen Wehrdienst antreten. Während dieser Zeit konnte er bei der Armeesportgemeinschaft Vorwärts Kamenz weiter in der DDR-Liga Fußball spielen und kam dort bis zum April 1982 auf 24 Einsätze (1 Tor). Ab Sommer 1982 spielte Reske wieder für Motor Rudisleben, wo er bis zum Ende der Spielzeit 1983/84 weitere 35 DDR-Liga-Spiele bestritt und sieben Tore erzielte. Anschließend stieg Rudisleben in die Bezirksliga ab, dort war Reske noch bis 1988 aktiv. Danach ließ er seine Fußballerlaufbahn bei der viertklassigen BSG Empor Walschleben ausklingen.